# Де Ле Рю, Поль-Анри
Поль-Анри́ де Ле Рю (фр. Paul-Henri de Le Rue; 17 апреля 1984, Ланнемезан) — французский сноубордист, бронзовый призёр Олимпийских игр 2006 года в бордеркроссе.
Брат Поля-Анри Ксавье — также сноубордист и участник Олимпийских игр.

## Карьера
На Олимпийских играх в Турине Поль-Анри де Ле Рю выиграл бронзовую медаль в дисциплине бордеркросс (сноубордс-кросс), уступив лишь словаку Радославу Жидеку и американцу Сету Уэскотту. На следующих Играх Поль-Анри стал 25-м, а в 2014 году занял 4-е место.